# アトラス (多様体)
数学の特に微分位相幾何学におけるアトラス (英: atlas; 地図帳) あるいは座標近傍系（ざひょうきんぼうけい、英: coordinate neighbourhood system）は多様体を記述するために必要である。アトラスはチャート (英: chart; 地図) あるいは座標近傍 (coordinate neighbourhood) と呼ばれる元の族であり、各チャートは簡単に言えば多様体の各点の周りの適当な領域に座標を入れて考えられるようにするものである。例えば地表を多様体と見なせば、アトラスとその各チャートは日常的な意味で言う地図帳と各地図と考えられる。一般には、アトラスは多様体の厳密な定義の一部として含まれ、あるいは多様体と関連深いベクトル束などのファイバー束においても同様である。

## 定義
アトラスの定義にはチャートの概念が必要である
定義 (chart)
位相空間 M のチャートは M の開集合 U と U 上で定義されたユークリッド空間の開集合への同相写像 φ の組 (U, φ) を言う。このとき、φ を U 上の座標系（座標函数系、座標標構、座標写像などとも）と呼び、φ の像空間における各成分を局所座標函数あるいは U 上の座標函数と呼ぶ。また、M の各点 p に対し、p ∈ U となるようなチャート (U, φ) を考えるとき、U を p の座標近傍、φ(p) を x の座標と呼ぶ。
定義
位相空間 M のアトラスとは、A で添字付けられた M のチャートの族 (Uα, φα)α∈A で {\textstyle \bigcup _{\alpha \in A}U_{\alpha }=M} となるものを言う。
M のアトラスに属する任意のチャートが n-次元ユークリッド空間 Rn となっているとき、M は n-次元（位相）多様体と呼ばれる。

## 座標の取り換え
アトラスにおける二つのチャートを比べる方法として、それらの間の座標変換を与える遷移写像 (transition map; 推移写像) を考えることができる。この遷移を記述するには、一方の座標写像の逆写像に他方の座標写像を合成することを考えればよい。ただし、この合成をきちんと定義するには、両座標写像の定義域をそれぞれの写像の定義域の交わりに制限しなければならない。
より精確に述べれば、
定義 (transition map)
多様体 M の一つのアトラスに属する二つのチャート (Uα, φα), (Uβ, φβ) が Uα ∩ Uβ ≠ ∅ となるとき、座標変換あるいはチャート間の遷移とは τα,β: φα(Uα ∩ Uβ) → φβ(Uα ∩ Uβ) は {\displaystyle \tau _{\alpha ,\beta }:=\varphi _{\beta }\circ \varphi _{\alpha }^{-1}} と定義される写像（ベクトル値函数）Rn → Rn を言う。
φα, φβ がともに同相写像であるから、変換函数 τα,β もまた同相となることに注意。

## 更なる構造
多様体には単なる位相構造以外にも構造が入っていたほうがよいのが普通である。例えば、多様体上の写像の微分の概念が紛れ無く定義されるようにするならば、そのアトラスは任意の座標変換が可微分函数となるように構成されなければならない。そのような多様体は可微分多様体という。可微分多様体が与えられれば、その接ベクトルそして方向微分の概念が紛れ無く定まる。
任意の座標変換が滑らかな写像となるとき、アトラスは滑らかなアトラス、多様体は滑らかな多様体と呼ぶ。あるいは、座標変換が k-回連続的微分可能とだけ仮定して Ck-級アトラス、Ck-級（可微分）多様体が定められる。
非常に一般に、任意の座標変換函数がユークリッド空間の同相写像からなる擬群 𝒢 に属するならば、そのアトラスは 𝒢-アトラスであるという。また、チャート間の遷移写像が局所自明化を保つならば、そのアトラスはファイバー束の構造を定める。

## 注